# کایرو (جورجیا)
کایرو، جورجیا (به انگلیسی: Cairo, Georgia) یک شهر در ایالات متحده آمریکا با جمعیت ۹٬۶۰۷ نفر است که در جورجیا واقع شده‌است.

## موقعیت جغرافیایی
موقعیت جغرافیایی شهرها و مناطق اطراف به شرح زیر است: